# Der Fürst von Pappenheim (film 1952)
Der Fürst von Pappenheim è un film del 1952 diretto da Hans Deppe.

## Produzione
Il film fu prodotto dalla Central-Europa Film. Venne girato in Germania, a Berlino, al CCC-Atelier, e nel Baden-Württemberg, all'isola Mainau.

## Distribuzione
Distribuito dalla Prisma, uscì nelle sale cinematografiche tedesche nel 1952, presentato in prima il 23 giugno alla Marmorhaus di Berlino.